# Stapeler Moor Süd und Kleines Bullenmeer
Das Stapeler Moor Süd und Kleines Bullenmeer ist ein Naturschutzgebiet in den niedersächsischen Gemeinden Uplengen im Landkreis Leer und in der Stadt Westerstede im Landkreis Ammerland.

## Allgemeines
Das Naturschutzgebiet mit dem Kennzeichen NSG WE 254 ist circa 414 Hektar groß. Davon entfallen 324 Hektar auf den Landkreis Leer und 90 Hektar auf den Landkreis Ammerland. Das Naturschutzgebiet ist Bestandteil des FFH-Gebietes „Lengener Meer, Stapeler Moor, Baasenmeers-Moor“ und grenzt im Norden an das Naturschutzgebiet „Stapeler Moor und Umgebung“. Das Gebiet steht seit dem 30. August 2007 unter Naturschutz. Zuständige untere Naturschutzbehörden sind die Landkreise Leer und Ammerland.

## Beschreibung
Bei dem Naturschutzgebiet handelt es sich um ein Hochmoorgebiet, das in seinem im Landkreis Leer liegenden westlichen Teil überwiegend industriell abgetorft wurde. Dieser Bereich wurde wiedervernässt und befindet sich in der Renaturierung. In dem im Landkreis Ammerland liegenden östlichen Teil des Naturschutzgebietes ist das Moor mit seinen Lebensräumen überwiegend erhalten geblieben.